# Corb australian
Corbul australian (Corvus coronoides) este o specie de pasăre paseriformă din familia Corvidae originară din Australia. Este cel mai mare reprezentant al genului Corvus din Australia și una dintre cele mai cunoscute specii de corvide din Australia.

## Taxonomie și denumire
Corbul australian a fost descris pentru prima dată de Nicholas Aylward Vigors și Thomas Horsfield în 1827, când au raportat primele note ale lui George Caley privind specia din districtul Sydney. Epitetul său specific coronoides „în formă de cioară” este derivat din grecescul corone/κορόνη „cioară” și eidos/είδος „formă”. Cei doi naturaliști au considerat corbul australian ca fiind foarte asemănător, ca aspect, cu cioara neagră (C. corone) din Europa, deși au observat că era mai mare și avea un cioc mai lung. Ei nu i-au dat un nume comun. Locul de unde a fost colectat specimenul tip nu este consemnat, dar se crede că este în districtul Parramatta. Ornitologul german Christian Ludwig Brehm a descris Corvus affinis în 1845,, despre care s-a stabilit ulterior că este această specie. În lucrarea sa Handbook to the Birds of Australia din 1865, John Gould a recunoscut o singură specie de corvid în Australia, Corvus australis, pe care a numit-o corbul cu ochi albi. El a folosit numele lui Johann Friedrich Gmelin din 1788, care era anterior descrierii lui Vigors și Horsfield. În 1877, Richard Bowdler Sharpe a recunoscut două specii, dar a consemnat că baza penelor specimenului tip de C. coronoides era albă. El a numit C. coronoides „cioara” și C. australis „corbul”. Naturalistul scoțian William Robert Ogilvie-Grant a corectat acest lucru în 1912, după reexaminarea specimenului tip, clarificând speciile ca fiind C. coronoides și C. cecilae.
Gregory Mathews a descris subspecia vestică perplexus în 1912, numind-o corbul de sud-vest și observând că era mai mică decât subspecia nominalizată. El a numit C. coronoides coronoides corbul de est, menționând că aria sa de răspândire este New South Wales, și a descris ceea ce este acum corbul australian ca o altă subspecie, C. coronoides cecilae, numind-o corbul de nord-vest și menționând că aria sa de răspândire este nord-vestul Australiei. În aceeași lucrare, el a clasificat corbul drept Corvus marianae, cu un specimen tip din Gosford și înregistrând aria sa de răspândire în New South Wales. El a enumerat corbul mic și corbul de pădure ca subspecii.
„Corb australian” a fost desemnată denumirea oficială de către Uniunea Internațională a Ornitologilor (IOC).

## Galerie

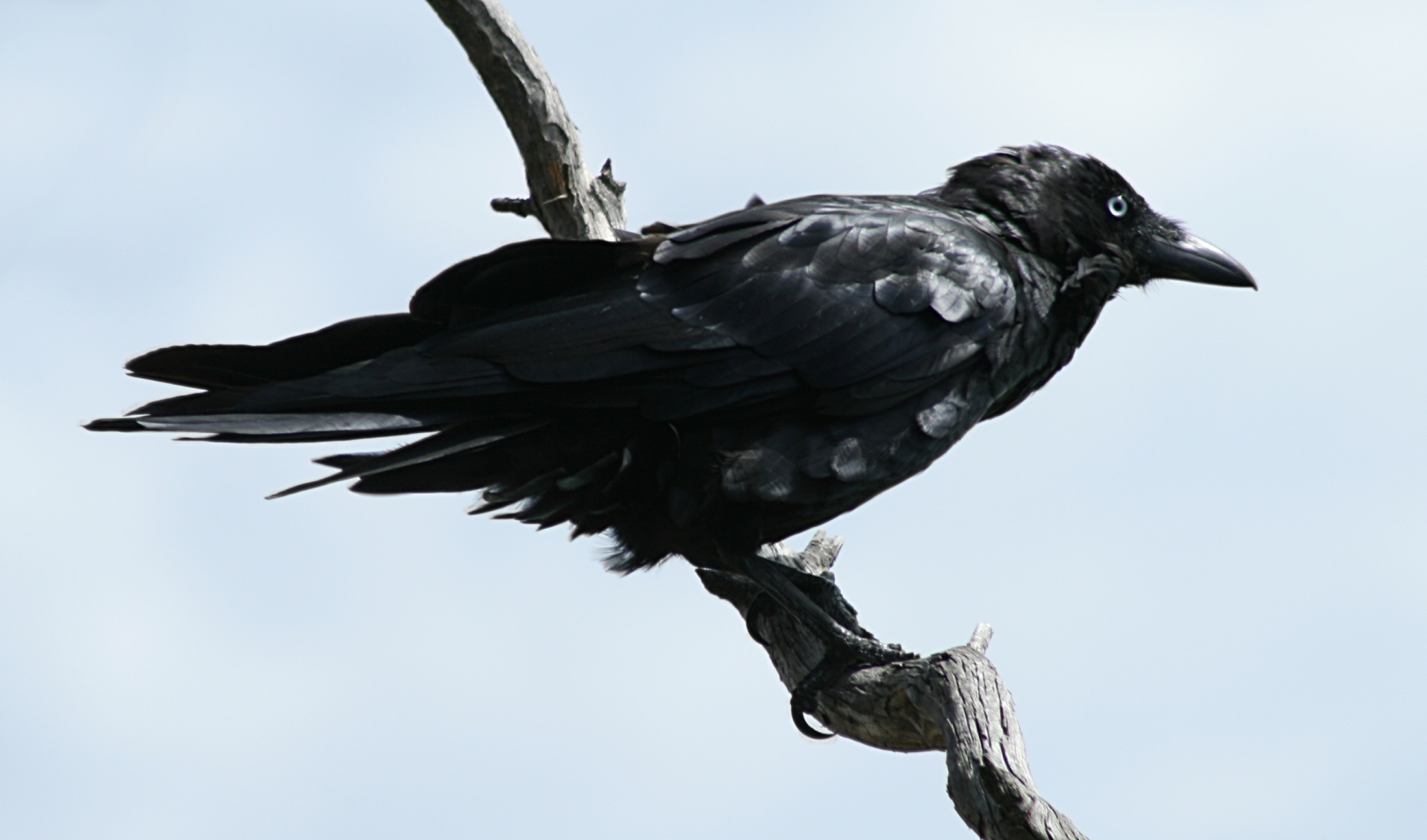
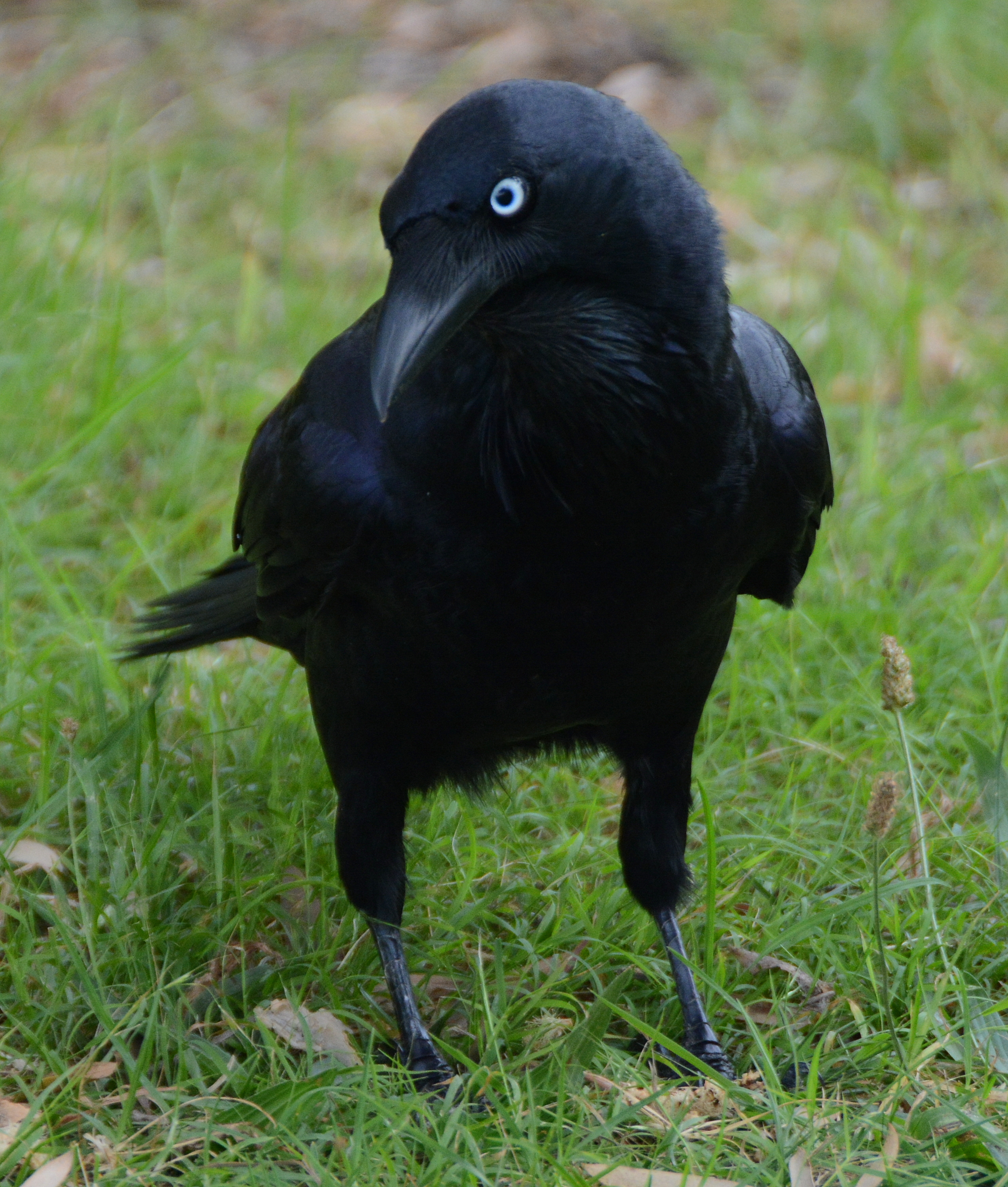
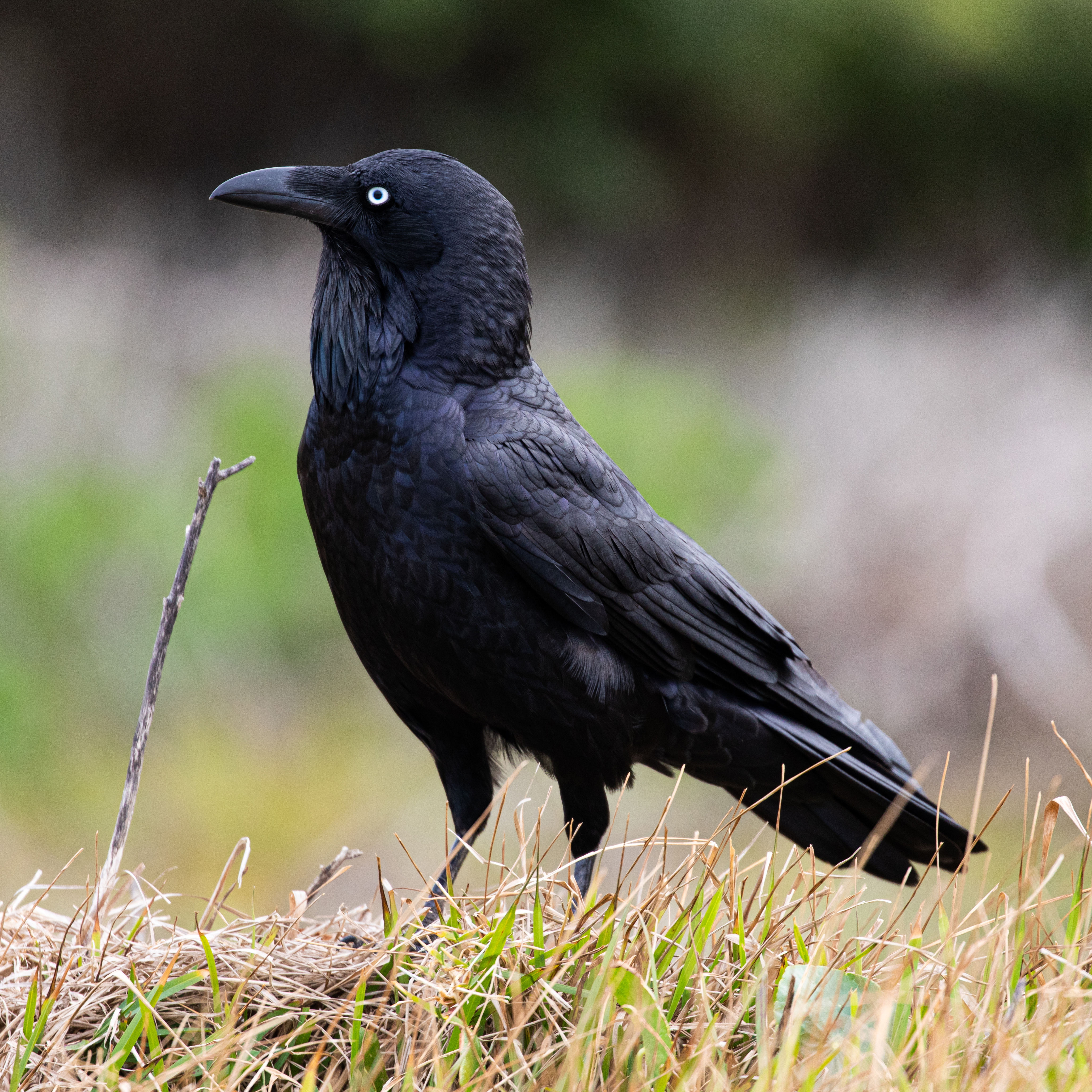
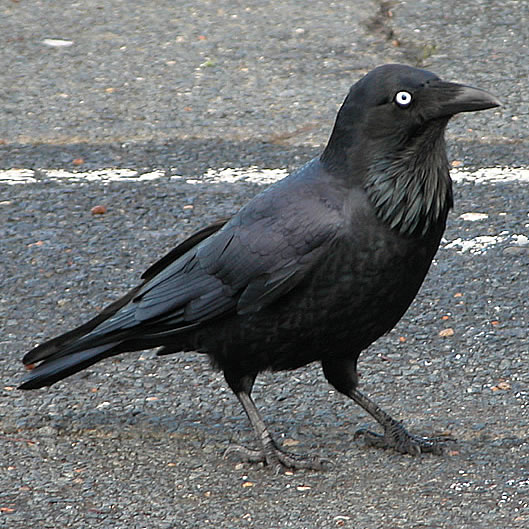
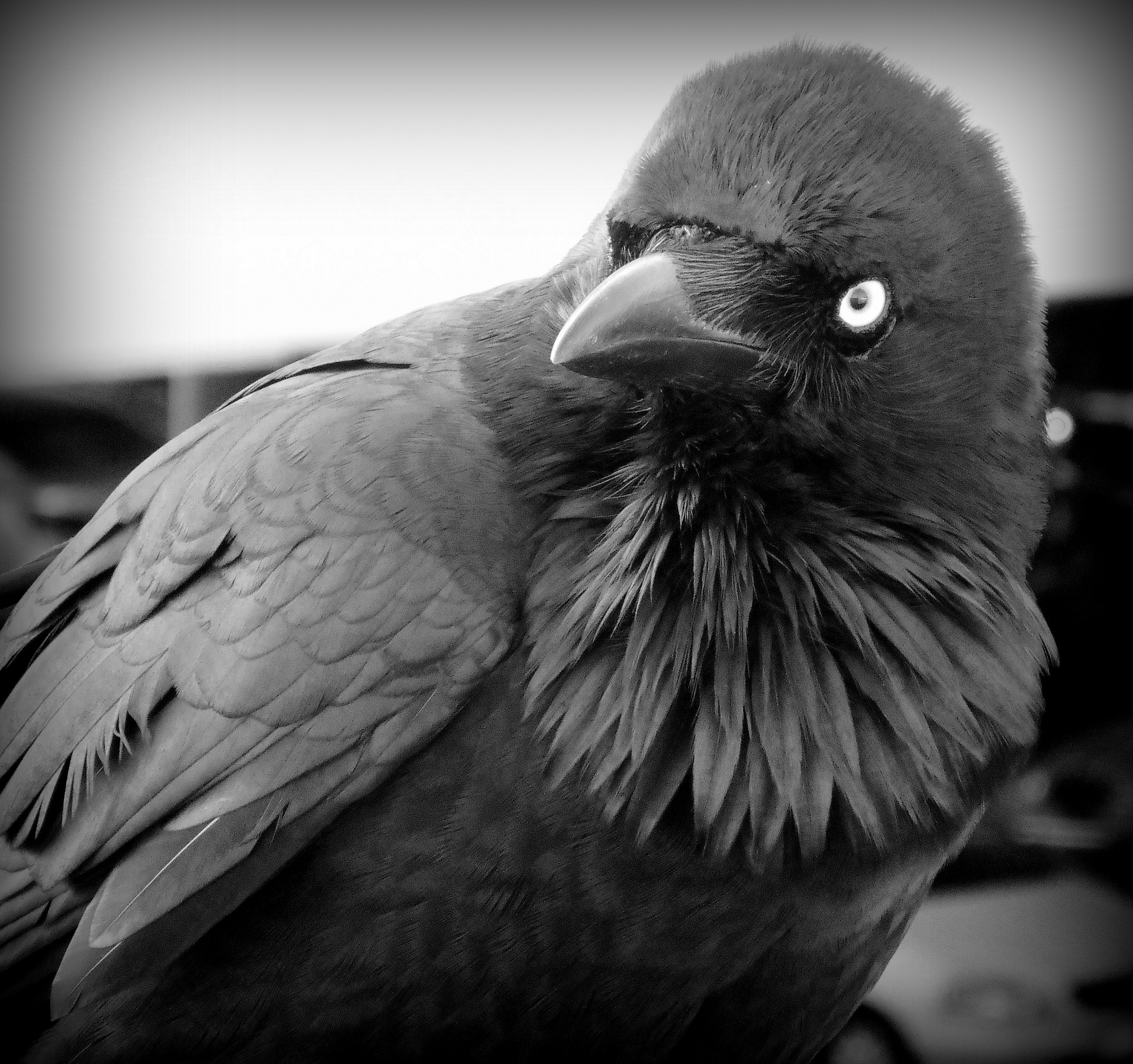